# قشلاق خداکرم
قشلاق خداکرم، روستایی از توابع بخش مرکزی شهرستان دهگلان در استان کردستان ایران است. در زیر معنی واژه قشلاق خدا کرم عیناً از لغت نامه دهخدا آورده شده :<قشلاق خداکرم . [ ق ِ ق ِ خ ُ ک َ رَ ] (اِخ ). موقع جغرافیایی آن کوهستانی و هوای آن سردسیری است . سکنه ٔ آن 210 تن است . آب آن از چشمه و محصول آن غلات ، لبنیات و شغل اهالی زراعت و گله داری و صنایع دستی زنان قالیچه ، جاجیم و گلیم بافی است . راه مالرو دارد. (از فرهنگ جغرافیایی ایران ج 5).>

## جمعیت
این روستا در دهستان ئیلاق شمالی قرار دارد و براساس سرشماری مرکز آمار ایران در سال ۱۳۸۵، جمعیت آن ۶۹ نفر (۱۷خانوار) بوده‌است.